# Saison 1964-1965 de l'ES Sétif
Pour un article plus général, voir ES Sétif.
Chronologie
Saison précédente Saison suivante
La saison 1964-1965 de l'ES Sétif est la 3e saison du club en première division du championnat d'Algérie depuis l'indépendance de l'Algérie. Les matchs se déroulent dans le championnat d'Algérie et en Coupe d'Algérie.

## Compétitions

### Championnat

#### Rencontres
| Date              | J           | Adversaire     | Lieu | Résultat | Buteurs pour l'ESS           | Références |
| MATCHES ALLER     |             |                |      |          |                              |            |
| 13 septembre 1964 | 1re journée | NA Hussein Dey | ext. | 2-1      |                              |            |
| 27 septembre 1964 | 2e journée  | USM Blida      | dom. | 0-1      |                              |            |
| 4 octobre 1964    | 3e journée  | MC Alger       | ext. | 1-1      | Koussim 68e                  |            |
| 18 octobre 1964   | 4e journée  | MSP Batna      | dom. | 2-0      |                              |            |
| 25 octobre 1964   | 5e journée  | MC Oran        | ext. | 0-0      |                              |            |
| 8 novembre 1964   | 6e journée  | MC Saïda       | dom. | 1-1      |                              |            |
| 15 novembre 1964  | 7e journée  | MO Constantine | ext. | 0-0      |                              |            |
| 22 novembre 1964  | 8e journée  | USM Sétif      | dom. | 0-0      |                              |            |
| 6 décembre 1964   | 9e journée  | USM Annaba     | ext. | 1-0      |                              |            |
| 20 décembre 1964  | 10e journée | ES Guelma      | dom. | 1-1      |                              |            |
| 14 février 1965   | 11e journée | USM Alger      | ext. | 0-1      |                              |            |
| 17 janvier 1965   | 12e journée | JSM Tiaret     | dom. | 1-0      |                              |            |
| 24 janvier 1965   | 13e journée | CR Belcourt    | ext. | 2-0      |                              |            |
| 31 janvier 1965   | 14e journée | ES Mostaganem  | dom. | 3-3      |                              |            |
| 7 février 1965    | 15e journée | ASM Oran       | ext. | 1-1      | Khemicha 11e                 |            |
| MATCHS RETOUR     |             |                |      |          |                              |            |
| 21 février 1965   | 16e journée | NA Hussein Dey | dom. | 2-1      |                              |            |
| 28 février 1965   | 17e journée | USM Blida      | ext. | 2-0      |                              |            |
| 7 mars 1965       | 18e journée | MC Alger       | dom. | 2-0      | Koussim 33e 61e              |            |
| 21 mars 1965      | 19e journée | MSP Batna      | ext. | 0-1      |                              |            |
| 4 avril 1965      | 20e journée | MC Oran        | dom. | 2-0      |                              |            |
| 11 avril 1965     | 21e journée | MC Saïda       | ext. | 1-0      |                              |            |
| 18 avril 1965     | 22e journée | MO Constantine | dom. | 2-0      |                              |            |
| 25 avril 1965     | 23e journée | USM Sétif      | ext. | 0-1      |                              |            |
| 16 mai 1965       | 24e journée | USM Annaba     | dom. | 1-2      |                              |            |
| 23 mai 1965       | 25e journée | ES Guelma      | ext. | 3-1      | Mattem 21e                   |            |
| 30 mai 1965       | 26e journée | USM Alger      | dom. | 2-0      |                              |            |
| 6 juin 1965       | 27e journée | JSM Tiaret     | ext. | 1-2      | Mattem (2) 56e, Belkheir 59e |            |
| 13 juin 1965      | 28e journée | CR Belcourt    | dom. | 1-0      | Messaoudi 70e                |            |
| 27 juin 1965      | 29e journée | ES Mostaganem  | ext. | 2-1      | Koussim 16e                  |            |
| 3 juillet 1965    | 30e journée | ASM Oran       | dom. | 0-1      |                              |            |

#### Classement final
Le classement est établi sur le barème de points suivant : une victoire vaut 3 points, un match nul 2 points et une défaite 1 point.
| Rang | Équipe         | Pts | J  | G  | N  | P  | Bp | Bc | Diff |
| ---- | -------------- | --- | -- | -- | -- | -- | -- | -- | ---- |
| 1    | CR Belcourt    | 72  | 30 | 19 | 4  | 7  | 66 | 24 | +42  |
| 2    | MSP Batna      | 69  | 30 | 16 | 7  | 7  | 37 | 21 | +16  |
| 3    | ES Guelma      | 65  | 30 | 13 | 9  | 8  | 40 | 42 | -2   |
| 4    | NA Hussein Dey | 64  | 30 | 13 | 8  | 9  | 38 | 32 | +6   |
| 6    | ES Sétif       | 62  | 30 | 12 | 8  | 10 | 30 | 26 | +4   |
| 5    | MC Oran        | 61  | 30 | 12 | 7  | 11 | 38 | 31 | +7   |
| 7    | ES Mostaganem  | 59  | 30 | 11 | 7  | 12 | 36 | 40 | -4   |
| 8    | MC Saïda C     | 59  | 30 | 8  | 13 | 9  | 40 | 46 | -6   |
| 9    | USM Sétif      | 58  | 30 | 10 | 9  | 10 | 29 | 34 | -5   |
| 10   | USM Blida -1   | 57  | 30 | 8  | 12 | 10 | 36 | 37 | -1   |
| 11   | ASM Oran       | 57  | 30 | 9  | 9  | 12 | 29 | 38 | -9   |
| 12   | USM Annaba T   | 56  | 30 | 11 | 4  | 15 | 42 | 53 | -11  |
| 13   | MO Constantine | 56  | 30 | 9  | 8  | 13 | 32 | 49 | -17  |
| 14   | MC Alger       | 54  | 30 | 8  | 8  | 14 | 31 | 36 | -5   |
| 15   | JSM Tiaret     | 54  | 30 | 6  | 12 | 12 | 31 | 38 | -7   |
| 16   | USM Alger      | 54  | 30 | 8  | 8  | 14 | 36 | 44 | -8   |

Résultat
- Champion d'Algérie 1964-1965

Relégation
- Relégation en Division d'Honneur 1965-1966

Abréviations
T : Tenant du titre

C : Vainqueur de la Coupe d'Algérie 1964-1965

### Coupe d'Algérie

#### Rencontres ;feuille de match ;date; vendredi 1er janvier 1965 a oran (stade bouakeul ex:monréal; 15000 spectateurs, arbitre ;m; benghanif; buts ;berkani (ess) 13 ;benameur (esm) 52. l'espérance mostaganémoise qui se qualifiera aux corners (4 - 3). **** esmostaganem *** ;meziani (gb) - osman-benmohamed - zidane - ould el bey - benaissa (1) - benameur - soudani - said - maouche -  benaissa (2)......****esstif **** ferchichi (gb) - tahiri - bourouba - messaoudi - benmahmoud - boulekfoul - berkani - messaoudi - koussim - mattem (1) - mattem (2).......****(source; la voix de l'oranie numero 215 du samedi 12 aout 2000 page 21.(24epartié du retrospective du football oranien de noureddine benfréha).
| Date             | Tour                       | Adversaire                      | Stade (ville)                   | Résultat                        | Buteurs pour l'ESS              |
| 22 novembre 1964 | Trente-deuxièmes de finale | *** qualifié d'office           | *** qualifié d'office           | *** qualifié d'office           | *** qualifié d'office           |
| 13 décembre 1964 | Seizièmes de finale        | ES Sétif tenant du titre exempt | ES Sétif tenant du titre exempt | ES Sétif tenant du titre exempt | ES Sétif tenant du titre exempt |
| 1er janvier 1965 | Huitièmes de finale        | ES Mostaganem                   | Stade Habib-Bouakeul            | 1-1ap (4 corners 3)             | Berkani 13e                     |